# Elisabeth Gössmann
Maria Elisabeth Gössmann (geborene Placke; * 21. Juni 1928 in Osnabrück; † 1. Mai 2019 in München) war eine deutsche römisch-katholische Theologin und prominente Vertreterin der feministischen Theologie innerhalb der Römisch-katholischen Kirche. Sie selbst sah sich als Vertreterin einer „historischen Frauenforschung in der Theologie“.

## Leben
Elisabeth Gössmann studierte nach dem Abitur 1947 Katholische Theologie, Philosophie und Germanistik in Münster und bestand 1952 ihr Staatsexamen. In München studierte sie bei Michael Schmaus. Sie interessierte sich dabei eher für „das Alternative“, nämlich für die theologischen Entwürfe der frühen Scholastik und mehr für die franziskanische als die dominikanische Linie. 1954 promovierte sie dort (gleichzeitig mit ihren Kommilitonen Joseph Ratzinger und Uta Ranke-Heinemann). Bis 1954 hatte es in Deutschland für Frauen keine Promotion in katholischer Theologie gegeben.
Sie arbeitete zunächst in Japan, erst als Dozentin für deutsche Literatur des Mittelalters an der kirchlichen Sophia-Universität in Tokio, dann als Dozentin für Christliche Philosophie an der mit der Gesellschaft vom Heiligen Herzen Jesu (jap. Seishinkai) verbundenen Seishin-Frauenuniversität. Dort lehrte sie seit 1968 als Professorin auf Japanisch. Sie hatte seit 1986 Lehraufträge in Deutschland, Österreich und der Schweiz.
Ihr erster Versuch, sich zu habilitieren, misslang 1963 wegen eines Einspruchs der Deutschen Bischofskonferenz: Laien sollten nicht zu Professoren gemacht werden. 1978 gelang ihr zweiter Versuch zur Habilitation, diesmal im Fach Philosophie bei Eugen Biser. Sie erhielt in Deutschland allerdings trotz 37-maliger Bewerbung keinen Lehrstuhl und konnte erst 1990 eine außerplanmäßige Professur in München antreten.
Sie war von 1954 bis zu seinem Tod im Januar 2019 mit dem Literaturwissenschaftler Wilhelm Gössmann verheiratet und hatte zwei Töchter und zwei Enkelkinder. Elisabeth Gössmann starb nach längerer Krankheit Anfang Mai 2019 im Alter von 90 Jahren in München.

## Ehrungen
- 1985: Ehrendoktorwürde der Universität Graz
- 1994: Ehrendoktorwürde der Universität Frankfurt am Main
- 1997: Herbert-Haag-Preis[6]
- 2003: Ehrendoktorwürde der Universität Bamberg
- 2003: Ehrendoktorwürde der Universität Luzern
- 2017: Ehrendoktorwürde der Universität Osnabrück[7]

## Werke (in Auswahl)

### Publikationen in Buchform
- Maria Elisabeth Gössmann (geborene Placke): Die Verkündigung an Maria im dogmatischen Verständnis des Mittelalters. Hueber, München 1957 (Dissertation Universität München, Theologische Fakultät, 20. Juni 1957, 303 Seiten, 8°).
- Metaphysik und Heilsgeschichte. Eine theologische Untersuchung der Summa Halensis (Alexander von Hales) (= Mitteilungen des Grabmann-Instituts der Universität München, Sonderband), Grabmann-Institut zur Erforschung der Mittelalterlichen Theologie und Philosophie, Universität München, Hueber München 1964, OCLC 265029837 (Habilitation Universität München 1964, 423 Seiten, nicht angenommen).
- Elisabeth Gössmann (Hrsg.): Archiv für philosophie- und theologiegeschichtliche Frauenforschung. Mehrere Bände, iudicium München, ab 1984.
- "Die Päpstin Johanna". Der Skandal eines weiblichen Papstes. Eine Rezeptionsgeschichte. iudicium 1994.
- Elisabeth Gössmann (Hrsg.) u. a.: Wörterbuch der feministischen Theologie. 2., vollst. überarb. und grundlegend erw. Aufl., Gütersloh 2002, ISBN 3-579-00285-6.
- Geburtsfehler: weiblich. Lebenserinnerungen einer katholischen Theologin. Iudicium,  München 2003, ISBN 3-89129-975-3.
- Elisabeth Gössmann (Hrsg.): Weisheit. Eine schöne Rose auf dem Dornenstrauche (= Archiv für philosophie- und theologiegeschichtliche Frauenforschung, Band 8), München 2004, ISBN 3-89129-008-X.
- Julie Kirchberg (Hrsg.), Judith Könemann (Hrsg.), Martina Blasberg-Kuhnke (Beitrag) u. a.: Frauentraditionen. Mit Elisabeth Gössmann im Gespräch. Ostfildern 2006, ISBN 978-3-7966-1258-9.
- Elisabeth Gössmann (Hrsg.), u. a.: Der Teufel blieb männlich. Kritische Diskussion zur „Bibel in gerechter Sprache“. Feministische, historische und systematische Beiträge. Neukirchen-Vluyn 2007, ISBN 978-3-7887-2271-5.

### Beiträge in Sammelwerken und Artikel
- Der Christologietraktat in der Summa Halensis, bei Bonaventura und Thomas von Aquin. In: Münchener Theologische Zeitschrift (MThZ) Jahrgang 12, 1961, Seite 177–191.
- Frauen in der Kirche ohne Sitz und Stimme? Oder: Roma locuta – causa non finita sed disputanda. In: Norbert Greinacher (Hrsg.), Hans Küng (Hrsg.): Katholische Kirche – wohin? Wider den Verrat am Konzil. (= Piper, Band 488), München 1986, 3-492-00788-0, Seite 295–306.
- Ipsa enim quasi domus sapientiae. The Philosophical Anthropology of Hildegard von Bingen. In: Mystics Quarterly, Jahrgang 13, 1987, Seite 146–154.
- Haec mulier est divinitas: Das Gleichnis von der Frau mit der verlorenen Drachme in seiner Auslegungsgeschichte bei den Kirchenvätern und Hildegard von Bingen. in: Michael Langner (Hrsg.), Anselm Bilgri (Hrsg.): Weite des Herzens – Weite des Lebens. (= FS Odilo Lechner) Band I, Regensburg 1989, Seite 607–615.

### Lexikon- und Handbuchartikel
- Hochscholastik. In: Sacramentum Mundi, Band 2, Freiburg 1968, Spalte 708–725.
- Glaube (V. Mittelalter). In: TRE, Band XIII, 1984, Spalte 308–318.
- Feministische Theologie. In: Hans Waldenfels (Hrsg.), Lexikon der Religionen, Freiburg 1987, Spalte 174–176.
- Eva. In: Lexikon des Mittelalters, Band 4, München 1989, S. 124–126.
- Frau (Theologisch-philosophisch). In: Lexikon des Mittelalters, Band 4, München 1989, S. 852–853.

### Rezensionen
- Rezension zu „Elisabeth Schüssler Fiorenza: In Memory of Her. A Feminist Theological Reconstruction of Christian Origins. New York 1983.“ In: ThRv, Jahrgang 80, 1984, S. 294–298.
- Rezension zu „Catherine Capelle: Thomas d'Aquin Féministe? Paris 1982.“ In: ThRv, Jahrgang  80, 1984, S. 203–206.
- Rezension zu „Claudia Opitz: Frauenalltag im Mittelalter. Weinheim 1985“. In: Mittellateinisches Jahrbuch, Jahrgang 22, 1987, S. 291–294.